# Kalfou
Kalfou est une commune du Cameroun située dans la région de l'Extrême-Nord et le département de Mayo-Danay, à proximité de la frontière avec le Tchad.

## Population
Lors du recensement de 2005, la commune comptait 26 223 habitants, dont 3 669 pour Kalfou proprement dit.

## Structure administrative de la commune
Outre Kalfou proprement dit, la commune comprend notamment les localités suivantes :
- Baga
- Bougay
- Daïba
- Dinao
- Djabewal
- Gobio
- Golopo
- Goulourgou
- Guinane
- Hamdallao
- Kouro
- Lokoro
- Miskine
- Thiou
- Wouro Mal Sambo
- Zaria

## Environnement
Créée en 1933, la Réserve forestière de Kalfou abrite de grands	mammifères emblématiques, tels que l'éléphant, la girafe et le lion, mais ces animaux sont menacés, notamment par le braconnage.

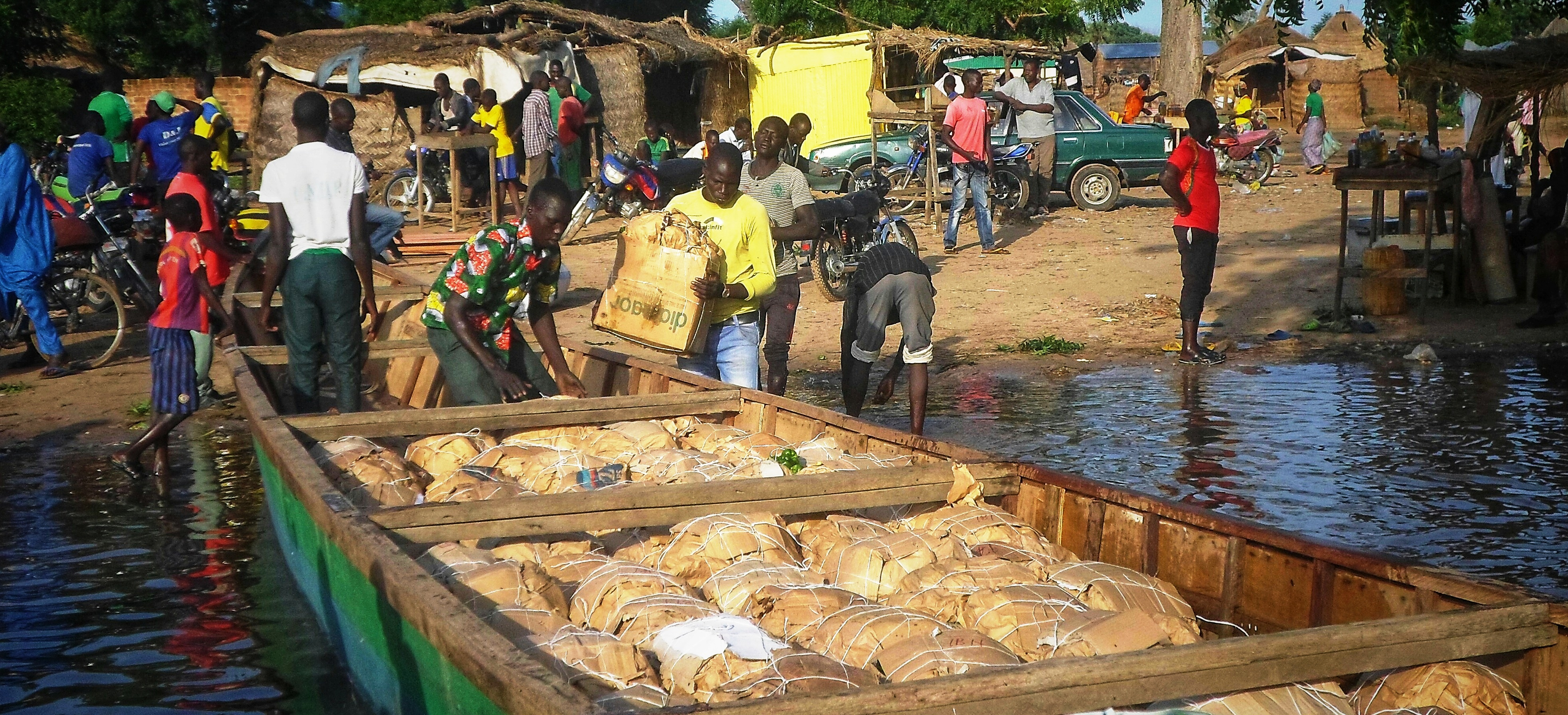
Chargement d'une pirogue.
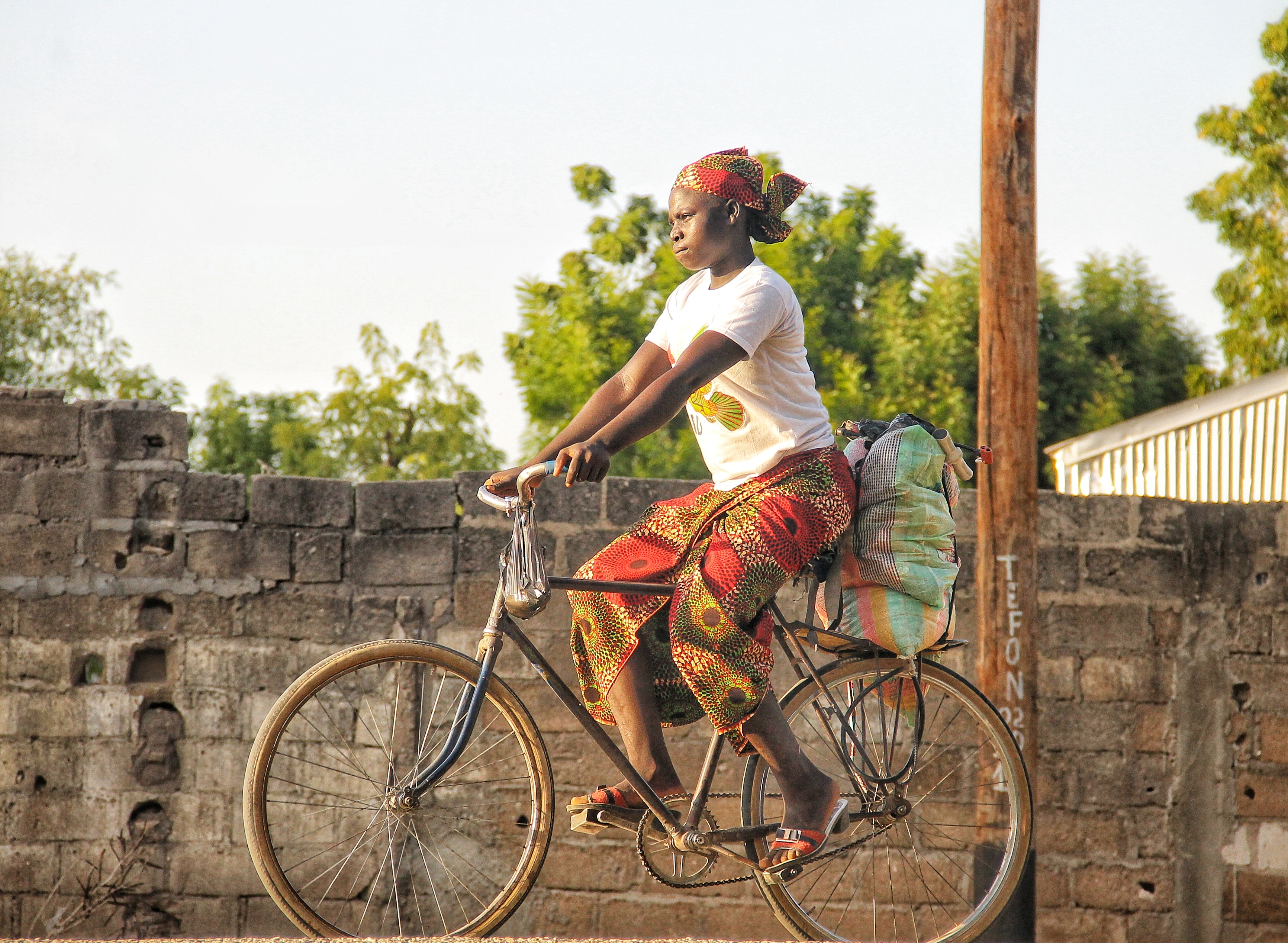
Femme à bicyclette.
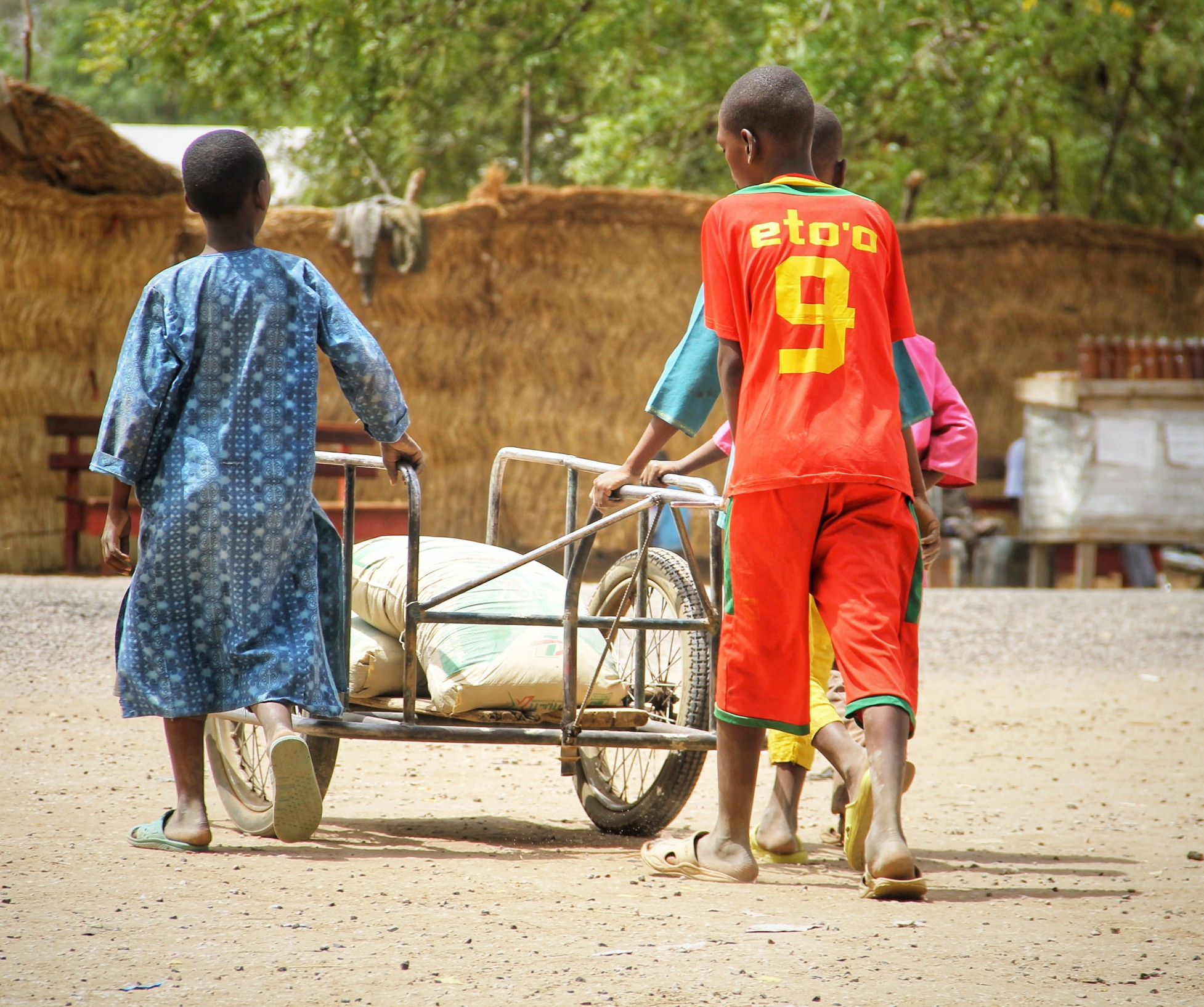
Enfants transportant des sacs.